# Molophilus nannopterus
Molophilus nannopterus är en tvåvingeart som beskrevs av Alexander 1956. Molophilus nannopterus ingår i släktet Molophilus och familjen småharkrankar.
Artens utbredningsområde är Kenya. Inga underarter finns listade i Catalogue of Life.